# Стасенко Іван Михайлович
Іван Михайлович Стасенко (* 26 вересня 1891, м. Миргород, Полтавська область — † 25 червня 1963, м. Буффало, США) — підполковник Армії УНР.

## Життєпис

Іван Стасенко

Народився у місті Миргород в Полтавській області. Походив з козаків. Закінчив Роменське реальне училище, Тверське кавалерійське училище (1910), служив у 7-му драгунському Кінбурнському полку, у складі якого брав участь у Першій світовій війні.
Був нагороджений всіма орденами до Святого Володимира IV ступеня з мечами та биндою, орденом Святого Георгія IV ступеня (19 травня 1915, за бій 4 листопада 1914), Георгіївською зброєю, солдатським хрестом Святого Георгія IV ступеня з лавровою гілкою. Був двічі поранений.
Останнє звання у російській армії — ротмістр.
Восени 1917 р. — представник Центральної Ради при 7-й кавалерійській дивізії у справах українізації. У листопаді 1917 р. з українців 7-ї кавалерійської дивізії сформував 1-й Український Запорізький полк військ Центральної Ради.
З вересня 1918 р. командир кінного загону Курської бригади Корпусу кордонної охорони Української Держави. З травня 1919 р. — командир 1-го запасного кінного полку, який 20 листопада 1919 р. було влито до 2-го кінного Переяславського полку Дієвої армії УНР.
Був командиром 2-го дивізіону полку. 11 грудня 1919 р. разом з більшою частиною полку приєднався до  Української Галицької армії, що тоді перебувала у союзі з білими. З 13 квітня 1921 р. — т. в. о. комбрига 1-ї Окремої кінної дивізії Армії УНР.
З 1923 р. жив на еміграції у Каліші. З 1950 р. — у США. Був активним діячем української православної громади.
Помер у м. Буффало (США).